# 经院哲学
經院哲學（英語：scholasticism，字源為拉丁语的與），又稱士林哲學，意指學院（英語：academy）的學問。起初受到神秘、講究直觀的教父哲學影響，尤以奧古斯丁主義為最，後來又受到亞里斯多德哲學啟發。
经院哲学是中世纪的哲学学派，强调将信仰与理性结合，它采用一种批判性的哲学分析方法，该方法以拉丁禮天主教會有神论课程为基础，该课程在大约1100年至1700年间主导了欧洲中世纪大学的教学。它起源于基督教修道院学校，这些学校是最早的欧洲大学。
经院哲学与其说是一种哲学或神学，不如说是一种学习方法，因为它非常强调辩证推理，通过推理来扩展知识并解决矛盾。经院哲学思想也以严格的概念分析和仔细区分区别而闻名。在课堂和写作中，往往采取显性辩论的形式； 从传统中提取的主题以问题的形式提出，给出反对的回应，提出反建议并反驳反对的论点。由于强调严谨的辩证方法，经院哲学最终被应用于许多其他研究领域。
经院哲学开始于中世纪基督教思想家试图各種协调的尝试 -协调他们自己传统的各种权威；协调基督教神学与古典和晚期古代哲学，尤其是亚里士多德和新柏拉图主义。

## 源流
经院哲学是古典和晚期古代哲学与宗教（主要指天主教）相结合的哲学思想，非常强调辩证推理，通过推理来扩展知识并解决矛盾。经院哲学是教会力量占绝对统治地位的欧洲中世纪时期形成、发展的哲学思想流派，由于其主要是天主教会在经院中训练神职人员所教授的理论，故名“经院哲学”。它的积累时期主要受柏拉图思想的影响，古典时期（大发展时期）受亚里士多德思想的影响，但它并不研究自然界和现实事物，主要论证中心围绕天主教教义、信条及天主。

## 發展
聖托馬斯·阿奎納是经院哲学的代表人物，是自然神学的主要奠基人。他创造性地将同时代正在兴起的自然科学和当时占统治地位的天主教神学通过亚里士多德的逻辑分析方法结合起来，对神学和自然科学的各自发展产生重要影响。他认为自然科学为可通过学习、教育获得的低级感知，而作为高级感知的神学只能由上帝偶尔闪现的神迹和启示来获得，这就为神学和自然科学并存提供了可能。在阿奎納去世后，天主教会将他封为“天使圣师”，他的著作《神学大全》被拿来与《圣经》和《教谕》并列，被天主教会认为是历史上最伟大的神学家。

## 在台灣的研究
由於其知識內容的特殊性與複雜性，士林哲學除基督宗教的專門研究群體外，鮮有較具規模的研究機構。在臺灣，士林哲學亦屬哲學學門當中的冷門領域，當前只有從屬於天主教會教育系統的輔仁大學擁有獨立研究、教授士林哲學的完全能力，全台唯一的「士林哲學研究中心」便隸屬於該校。
- 輔仁聖博敏神學院
- 天主教學術研究院
- 輔仁大學哲學研究所
- 輔仁大學宗教研究所

## 外部連結
- 聖多瑪斯‧阿奎那 神學大全第一套完整中文版 （页面存档备份，存于）
- 輔大士林哲學研究中心